# Johann August Neumeister
Johann August Neumeister (* 1730 in Wurzbach; † 1802 in Zwickau) war ein Kattundrucker. Er gründete und betrieb in Plauen die erste sächsische Kattundruck-Manufaktur.

## Leben

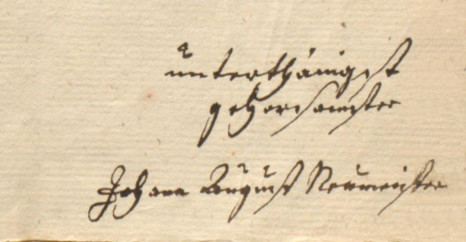
Autograph des Kattundruckers Johann August Neumeister

Er war der älteste Sohn von Joseph August Neumeister, Hammerherr zu Klettigshammer bei Wurzbach. Das Kattundruck-Handwerk erlernte er bei Johann Heinrich Schüle in Augsburg, wo er um 1750 als Formschneider tätig war. 1754 nahm er das Angebot von Plauener Baumwollwarenhändlern zum Aufbau einer eigenen Kattundruckerei in Plauen an. Mit Unterstützung der Händler sowie des Plauener Rates entstand in den Folgejahren eine Kattundruck-Manufaktur. 
Die enorme Nachfrage nach bedrucktem Kattun gestattete Neumeister die großzügige Erweiterung seiner Druckerei. So ließ er 1776 ein schlossähnliches, vorindustrielles Fabrikationsgebäude errichten, das als Weisbachsches Haus bis heute erhalten blieb.
Im Jahr 1783 wurde die Kattundruck-Manufaktur von einer Sozietät Plauener Baumwollwarenhändler übernommen. Neumeister war Mitglied dieser Sozietät und wurde nun Direktor der Kattundruckerei. Trotz dieser Lösung kam es in den Folgejahren wiederholt zu Konflikten zwischen den Beteiligten. 1794 verkaufte Neumeister seine Anteile an der Kattundruckerei, die unter anderem von Ernst Wilhelm Conrad Gössel weitergeführt wurde, und verließ Plauen. Er siedelte nach Zwickau über, wo er gemeinsam mit seinen Söhnen die Kattundruckerei des Carl Heinrich Caspari übernahm.